# Ole Schloßhauer
Ole Schloßhauer (* 1965 in Hamburg) ist ein deutscher Schauspieler und Hörspielsprecher.

## Leben
Nach seiner Ausbildung von 1984 bis 1988 am Wiener Max Reinhardt Seminar spielte Ole Schloßhauer zunächst an österreichischen Bühnen, und zwar in der Spielzeit 1986/87 am Wiener Volkstheater und in der darauffolgenden Saison bei den Salzburger Festspielen. In Deutschland gastierte er in den Folgejahren am Theater am Turm in Frankfurt, am Düsseldorfer Schauspielhaus und am Schauspiel Essen, ehe er 1989 sein erstes längerfristiges Engagement am Theater Bielefeld antrat, das bis 1993 dauerte. 1994 wechselte Schloßhauer nach Hamburg und war dort bis 1998 am Thalia Theater verpflichtet, übergreifend wirkte er von 1997 bis 2020 am Altonaer Theater. Weitere Häuser in der Hansestadt, an denen Schloßhauer auftrat, waren das Ohnsorg-Theater, die Kammerspiele und das Theater Kontraste in der Komödie Winterhuder Fährhaus.
Sein Kameradebüt gab Schloßhauer Mitte der 1990er-Jahre in der Kultserie Großstadtrevier, seitdem ist er immer wieder auf dem Bildschirm zu sehen unter anderem in Polizeiruf 110, SOKO Hamburg, Die Glücklichen, Big Dating, Nord Nord Mord. Daneben arbeitet er als Hörspielsprecher und wirkte als solcher in zwei Episoden des Radio-Tatortes sowie auch in plattdeutschen Produktionen unter der Regie von Edgar Bessen mit.
Ole Schloßhauer lebt in Hamburg. Er ist dort als Dozent an der Freien Schauspielschule Hamburg tätig.

## Filmografie (Auswahl)
- 1994: Großstadtrevier – Body-Check
- 1995: Großstadtrevier – Der Funkspruch
- 1998: Einsatz Hamburg Süd – Eine Liebe im Winter
- 2000: Mordkommission – Familienbande
- 2001: Doppelter Einsatz – Verhängnis
- 2001: Zwei Männer am Herd – Gefährliche Gäste
- 2004: Die Rettungsflieger – Fünftes Rad am Wagen
- 2006: Swinger Club
- 2008: Die Glücklichen
- 2009: Siebenstein – Der Yeti
- 2011: Verbotene Liebe (5 Folgen als Klaus Hillebrandt)
- 2012: Leg ihn um! – Ein Familienfilm
- 2013: Stufe Drei (Kurzfilm)
- 2015: Polizeiruf 110 – Sturm im Kopf
- 2015: Boy 7
- 2015: Komm schon!
- 2015: Nord bei Nordwest – Estonia
- 2020: Big Dating – Steve Jobs hat gesagt
- 2021: SOKO Hamburg – Engel in Weiß

## Hörspiele (Auswahl)
- 1986: Binnengespräche – Autorin: Barbara Frischmuth – Regie: Ernst Wendt
- 1996: Güstern is all meist vörbi – Autor: Hans-Hinrich Kahrs – Regie: Edgar Bessen
- 1998: De Dach, as de Castor keem – Autor: Bernard Fathmann – Regie: Edgar Bessen
- 1999: Kommissar Dierk Gewesen jagt das Phantom – Autor: Christian Gailus – Regie: Ulrich Lampen
- 2001: Börsen-Feever – Autor: Erhard Brüchert – Regie: Edgar Bessen
- 2003: Kupsch – Autoren: Tankred Dorst und Ursula Ehler – Regie: Hans Gerd Krogmann
- 2003: Die Nibelungen – Autor: Moritz Rinke – Regie: Leonhard Koppelmann
- 2006: Alle Tage – Autorin: Terézia Mora – Regie: Beate Andres
- 2007: Joe Speedboat – Autor: Tommy Wieringa – Regie: Andrea Getto
- 2008: Mieses Karma – Autor: David Safier – Regie: Beatrix Ackers
- 2008: Radio-Tatort: Schmutzige Wäsche – Autor: Frank Göhre – Regie: Norbert Schaeffer
- 2009: Leben und Schicksal – Autor: Wassili Semjonowitsch Grossman – Regie: Norbert Schaeffer
- 2010: Radio-Tatort: Störtebekers Rache – Autor: Matthias Wittekindt – Regie: Norbert Schaeffer
- 2012: Vertraute Fremde – Autor: Jiro Taniguchi – Regie: Martin Heindel
- 2013: The Dark Side Of The Moon – Autor und Regie: Volker Präkelt
- 2013: Die letzte Flucht – Autor: Wolfgang Schorlau – Regie: Leonhard Koppelmann
- 2017: Harald – Autorin: Annette Scheld – Regie: Wolfgang Seesko